# Bestandteil
Nach deutschem Sachenrecht können Sachen Bestandteil einer anderen Sache sein. Wenn die Verbindung zwischen beiden Sachen so eng ist, dass eine neue Sachgesamtheit entsteht, spricht das Bürgerliche Gesetzbuch von wesentlichen Bestandteilen (§ 93 BGB). Dies ist der Fall, wenn nach einer Trennung die Einzelsachen nicht mehr für sich brauchbar wären. Zu den wesentlichen Bestandteilen eines Grundstücks (§ 94 BGB) gehören die auf ihm errichteten Gebäude und die zur Herstellung des Gebäudes eingefügten Sachen (beispielsweise der Öltank). Wesentliche Bestandteile können nicht Gegenstand besonderer Rechte sein. Deshalb steht das Gebäude immer im Eigentum des Grundstückseigentümers (Ausnahme: Erbbaurecht). Die an der Hauptsache begründeten Rechte erstrecken sich stets auch auf die wesentlichen Bestandteile.
Sind die Bestandteile nicht wesentlich (wie das der Bundesgerichtshof für Kraftfahrzeug und Motor ausgesprochen hat, weil Fahrzeug und Motor nach der Trennung noch brauchbar seien), so teilt der Motor als einfacher Bestandteil zwar in der Regel das Schicksal des Fahrzeugs als Hauptsache, es sind aber abweichende Vereinbarungen (beispielsweise ein Eigentumsvorbehalt am Austauschmotor) möglich.
Abzugrenzen sind die so genannten Scheinbestandteile, die (wie beispielsweise die vom Mieter errichtete Pergola) nur zu einem vorübergehenden Zweck mit der Hauptsache verbunden werden. Diese Scheinbestandteile sind trotz ihrer Verbindung mit der Hauptsache rechtlich selbständig.
Vom Bestandteil zu unterscheiden ist weiter das Zubehör (§ 97 BGB), bei dem keine Verbindung, sondern nur eine räumliche Gemeinsamkeit und eine dienende Funktion besteht.

## Schweiz und Österreich
Bestandteil einer Sache ist nach Art. 642 ZGB alles, was nach der am Orte (kantonales Recht) üblichen Auffassung zu ihrem Bestand gehört und ohne ihre Zerstörung, Beschädigung oder Veränderung nicht abgetrennt werden kann.
Für die Unterscheidung zwischen selbständigen und unselbständigen Bestandteilen ist die wirtschaftliche Möglichkeit der Absonderung und Wiederherstellung einer selbständigen Sache entscheidend. Eine erdfeste, mauerfeste, nietfeste und nagelfeste Verbindung hat noch nicht die Schaffung eines unselbständigen Bestandteiles zur Folge. Für die Unterscheidung zwischen selbständigen und unselbständigen Bestandteilen ist die wirtschaftliche Möglichkeit der Absonderung und Wiederherstellung einer selbständigen Sache entscheidend.